# Каррара
Каррара (італ. Carrara) — місто та муніципалітет в Італії, у регіоні Тоскана,  провінція Масса-Каррара.
Каррара розташована на відстані близько 320 км на північний захід від Рима, 100 км на захід від Флоренції, 7 км на північний захід від Масси.
Населення — 63 861 особа (2014).

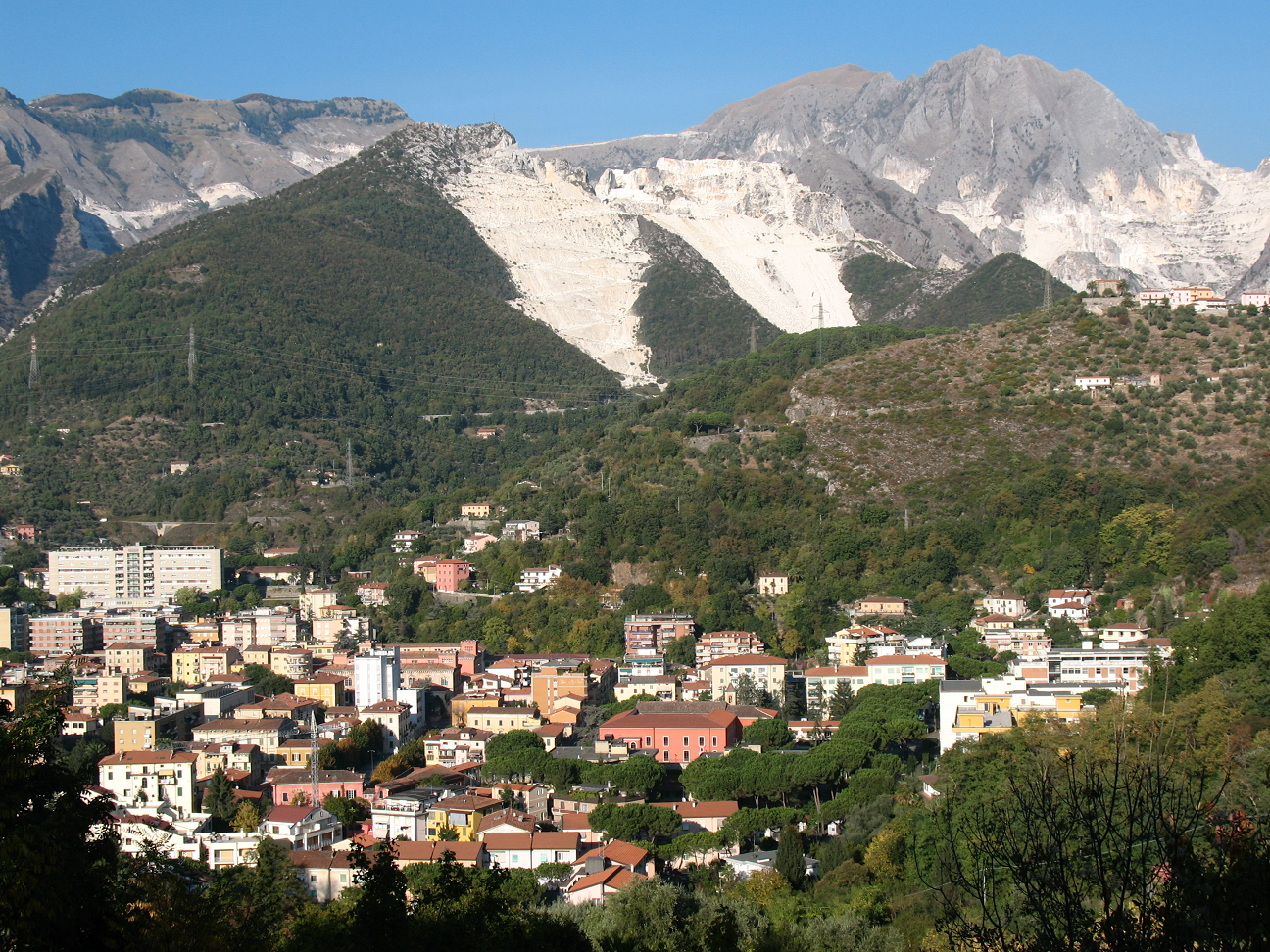

Щорічний фестиваль відбувається 16 червня. Покровитель — San Ceccardo.

## Демографія
Населення за роками:

Станом на 31 грудня 2014 року в муніципалітеті офіційно проживало 4320 іноземців з 88 країн, серед них 2029 громадян країн Євросоюзу та 115 громадян України.

## Уродженці
- Клаудіо Вінаццані (*1954) — італійський футболіст, півзахисник, згодом — футбольний тренер.

- Джорджо Моріні (*1947) — італійський футболіст, півзахисник, згодом — футбольний тренер.

- Лучано Федерічі (*1938 — †2020) — італійський футболіст, захисник.

- Федеріко Бернардескі (*1994) — відомий італійський футболіст, нападник.

- Джанлука Сордо (*1969) — відомий у минулому італійський футболіст, півзахисник.

- Акілле Піччіні (*1911 — †1995) — відомий у минулому італійський футболіст, захисник, згодом — футбольний тренер.

- Бруно Вентуріні (*1911 — †1991) — відомий у минулому італійський футболіст, воротар.

## Сусідні муніципалітети
- Фівіццано
- Фоздіново
- Масса
- Ортоново
- Сарцана